# James Horner

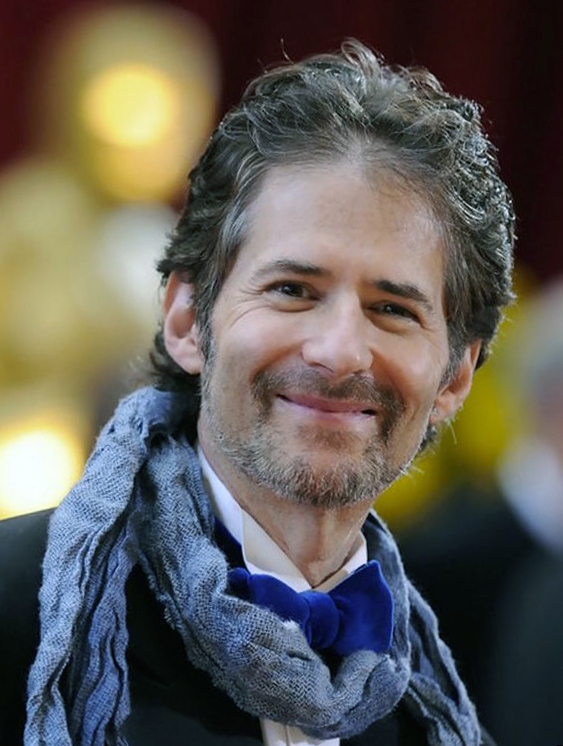
James Horner (2010)

James Roy Horner (* 14. August 1953 in Los Angeles, Kalifornien; † 22. Juni 2015 im Los Padres National Forest, Kalifornien) war ein US-amerikanischer Filmkomponist und zweifacher Oscar-Preisträger. Bekannt wurde er vor allem für die Musik zu den Filmen Aliens – Die Rückkehr, Braveheart, Titanic, Avatar – Aufbruch nach Pandora und Apollo 13. Horner komponierte in einem überwiegend der Tonalität verpflichteten Stil, wenngleich auch gelegentlich Elemente aus der Moderne und der Weltmusik Einzug fanden.

## Die frühen Jahre
James Horner war der Sohn des österreichischen Einwanderers Harry Horner, der als Szenenbildner in Hollywood zweimal mit dem Oscar ausgezeichnet wurde. Die Familie zog Mitte der 1950er Jahre nach London. Dort studierte James Horner zunächst am Royal College of Music. Später wechselte er an die University of Southern California und machte dort seinen M. A. Danach begann er, an der University of California in Los Angeles an seiner Doktorarbeit zu arbeiten, welche er jedoch nicht vollendete. Er studierte u. a. auch in Hamburg bei György Ligeti.
1978 komponierte er ein Werk für die Konzerthalle mit dem Namen Spectral Shimmers, das vor ca. 400 Zuhörern vom Indianapolis Symphony Orchestra nur ein einziges Mal gespielt wurde. Weitere Aufführungen scheiterten am Geldmangel.

## James Horner als Filmkomponist

### Die Anfänge
Nach einigen Arbeiten für das American Film Institute (AFI) in den späten 1970er Jahren widmete sich James Horner dem Komponieren von Filmmusik. Er begann zunächst für den äußerst produktiven B-Movie-Produzenten Roger Corman zu arbeiten. Der erste Kinofilm war Die Frau in Rot (The Lady in Red) 1979. Es folgten Filme wie Sador – Herrscher im Weltraum (Battle Beyond The Stars) oder Das Grauen aus der Tiefe (Humanoids from the Deep) (beide 1980). Das Musikbudget war bei diesen Filmen so gering, dass die Musik von nicht-AFM-Orchestern aufgenommen wurde und James Horner persönlich die Schecks mit den Gehaltszahlungen für die Musiker unterschrieb.

### Durchbruch in Hollywood
Den Durchbruch schaffte Horner 1982 mit der Musik zum zweiten Star-Trek-Film. Wegen des deutlich geringeren Budgets dieses Films kehrte der Komponist des ersten Star-Trek-Kinoabenteuers, Jerry Goldsmith, nicht zurück. Regisseur Nicholas Meyer verlangte für Der Zorn des Khan eine Filmmusik, die sich deutlich von der des Vorgängers unterscheiden und eine gewisse Seefahrermentalität zum Ausdruck bringen solle. Heute gelten Horners musikalische Beiträge zu den Star-Trek-Filmen zwei und drei neben Goldsmiths Filmmusik zu Star Trek: Der Film als die am besten gelungenen der Filmreihe.
Es folgten ein Jahr später die Soundtracks zu Krull und Projekt Brainstorm (Brainstorm) (beide 1983). In letzterem griff Horner auf atonale Stilmittel zurück. Die Neuaufnahme für die Soundtrack-Veröffentlichung erfolgte durch das London Symphony Orchestra (LSO). 1985 arbeitete er das erste Mal mit Regisseur Ron Howard für den Film Cocoon zusammen, für den er seitdem immer wieder Filme vertont hat (Willow 1988, Apollo 13 1995, Kopfgeld – Einer wird bezahlen (Ransom) 1996, Der Grinch (How The Grinch Stole Christmas 2000), A Beautiful Mind – Genie und Wahnsinn 2001, The Missing 2003).
1986 erhielt James Horner seine ersten Oscar-Nominierungen für James Camerons Aliens – Die Rückkehr und den Zeichentrick-Film Feivel, der Mauswanderer (An American Tail) (Kategorie „Bester Song“). Zwischen 1986 und 1995 vertonte Horner zahlreiche Zeichentrickfilme: Neben Feivel, der Mauswanderer auch Feivel, der Mauswanderer im Wilden Westen (An American Tail: Fievel Goes West), In einem Land vor unserer Zeit (The Land Before Time), Meister Dachs und seine Freunde (Once Upon A Forest), Vier Dinos in New York (We’re Back! A Dinosaur’s Story), Pagemaster (The Pagemaster) und Balto. Viele davon wurden von Steven Spielberg produziert.
Als er 1986 nach London reiste, um anzufangen, die Musik zu James Camerons Aliens – Die Rückkehr zu schreiben, musste er feststellen, dass Cameron noch drehte und den Film immer wieder umschnitt. Solange das der Fall war, konnte Horner nicht mit dem Komponieren anfangen, da diese Filmmusik viel zu bildbezogen ist, als dass man sie ohne fertigen Film schreiben könnte. Dies führte dazu, dass er die Musik für die finale Szene noch in der Nacht vor der Aufnahme des LSO schreiben musste. Letztendlich wurden große Teile der Musik entweder an anderer Stelle als ursprünglich gedacht eingesetzt oder durch Musik aus dem ersten Teil ersetzt. Horner schrieb für den Film in weniger als zwei Wochen 97 Minuten Musik.
1989 erhielt Horner eine weitere Oscar-Nominierung für Feld der Träume (Field of Dreams). Das im selben Jahr komponierte Glory erhielt überraschenderweise keine Nominierung. 1993 hatte James Horner ein sehr aktives Jahr, in dem zehn von ihm vertonte Filme erschienen, zum Beispiel Die Akte (The Pelican Brief) und Der Mann ohne Gesicht (The Man Without A Face). 1994 arbeitete er an Edward Zwicks Legenden der Leidenschaft (Legends of The Fall) und 1995 an Mel Gibsons Braveheart, die nicht nur künstlerisch, sondern auch kommerziell sehr erfolgreich waren. Für Apollo 13 und Braveheart erhielt er zwei Oscar-Nominierungen, konnte sich jedoch nicht gegen Luis Bacalovs Der Postmann (Il Postino) durchsetzen.

### Oscars fürTitanic
Sein wohl bekanntestes Werk ist der Soundtrack zum Film Titanic, der 1997 unter der Regie von James Cameron entstand. Hierfür wurde Horner 1998 mit einem Oscar für die beste Originalmusik ausgezeichnet. Einen zweiten Oscar erhielt er für My Heart Will Go On als Besten Originalsong, den er zusammen mit Will Jennings geschrieben hatte und der in der Interpretation von Céline Dion zu einem weltweiten Hit wurde. Für den Soundtrack von Titanic erhielt er außerdem drei Grammys und zwei Golden Globes. Mit fast 30 Millionen verkauften Exemplaren ist Titanic: Music from the Motion Picture einer der erfolgreichsten Soundtracks der Filmgeschichte.
Bei den Filmen Der Sturm (The Perfect Storm) (2000) und Troja (Troy) (2004) arbeitete er erstmals mit Wolfgang Petersen zusammen. Bei letzterem ersetzte er kurzfristig Gabriel Yared, nachdem dessen Musik bei einigen Testvorführungen heftigst kritisiert worden war und als störend empfunden wurde. Horner schaffte es, in weniger als zehn Tagen eine ganz neue Filmmusik zu schreiben. 2001 und 2003 kamen Oscar-Nominierungen für A Beautiful Mind – Genie und Wahnsinn (A Beautiful Mind) und Haus aus Sand und Nebel (House of Sand and Fog) hinzu.
Für Terrence Malicks Film The New World schrieb Horner acht Monate lang an der Musik. Nach Turbulenzen in der Postproduktion wurden in der finalen Filmversion größere Teile der Musik nicht genutzt und durch Kompositionen von Mozart (23. Klavierkonzert A-Dur, KV 488) und Wagner (Das Rheingold) ersetzt. Auf dem zum Filmstart veröffentlichten Soundtrack-Album befindet sich jedoch ausschließlich James Horners Original-Filmmusik.
2013 war Horner Preisträger des Max Steiner Awards bei der Veranstaltung Hollywood in Vienna. Diesen Preis erhielten zuvor bereits Filmkomponisten wie Lalo Schifrin, Howard Shore oder John Barry.

## Stil
Neben Titanic warten noch einige andere Scores mit Musik im irischen Stil auf, so zum Beispiel Braveheart, Vertrauter Feind (The Devil’s Own) oder Bobby Jones – Die Golflegende (Bobby Jones: Stroke of Genius). Noch häufiger hat Horner orchestrale mit elektronischer Musik kombiniert wie in Die Legende vom schwarzen Fluss (Where the River Runs Black), Vibes – Die übersinnliche Jagd nach der glühenden Pyramide oder Jenseits aller Grenzen (Beyond Borders). Neben zahlreichen Großproduktionen wie Duell – Enemy at the Gates (Enemy At The Gates) (2001) oder Die Maske des Zorro (The Mask of Zorro) (1998) war James Horner immer wieder für kleinere Filmprojekte wie Die Geschichte vom Spitfire Grill (The Spitfire Grill) (1996) oder Glück in kleinen Dosen (The Chumscrubber) (2005) tätig.
Häufig arbeitete er mit bekannten Sängerinnen wie Annie Lennox (Apollo 13), Sissel Kyrkjebø (Titanic), Charlotte Church (A Beautiful Mind), Rahat Nusrat Fateh Ali Khan (Die vier Federn, Apocalypto), Caseline Kunene (Jenseits aller Grenzen), Tanja Tzarovska (Troja), Hayley Westenra (The New World) zusammen. Außerdem spielten für ihn regelmäßig die Musiker Tony Hinnigan (Volksmusikinstrumente) und Kazu Matsui (Shakuhachi).

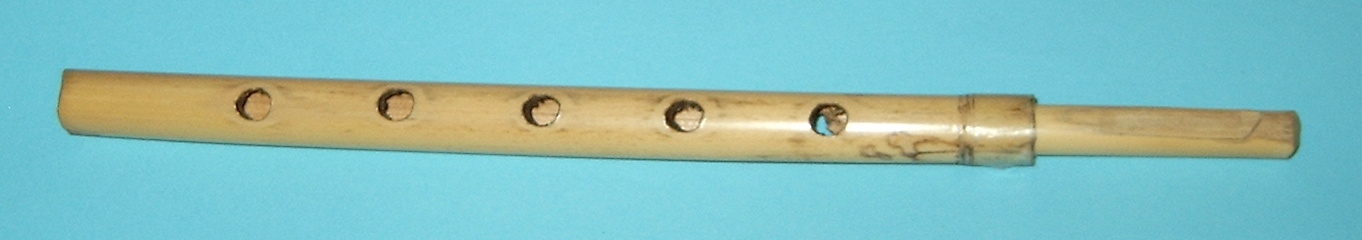
Eine Sipsi aus Bambus. Neben vielen anderen kam auch dieses Instrument in der Filmmusik zu Apocalypto zum Einsatz.

Um mit der Filmmusik zu Apocalypto dem rauen Grundton des Films gerecht zu werden, verzichtete er auf ein klassisches Orchester und schrieb stattdessen die Musik für eine Vielzahl von Volksmusikinstrumenten (u. a. Trumscheit, Fujara, Sipsi und Zurna).
In der Musik zu Die Geheimnisse der Spiderwicks kamen zusätzlich zu einem großen Orchester jeweils ein Bassakkordeon, eine Bassharmonika und ein Cembalo zum Einsatz.
Für James Camerons Avatar – Aufbruch nach Pandora arbeitete Horner mit einer Musikethnologin zusammen, um für die im Film vorkommende außerirdische Rasse eine eigene Musikkultur zu erschaffen. Bereits im Sommer 2007 und 2008 wurden einzelne Musikstücke für diesen Film aufgenommen.
Ein geäußerter Vorwurf gegenüber Horners Kompositionsstil ist der des Plagiats. So wurde Horner vorgeworfen, er wiederhole seine eigenen musikdramaturgischen Muster zu stark, bediene sich aber auch regelmäßig bei Motiven bzw. ganzen Musikpassagen aus der Klassik Besonders eklatante Beispiele seien Star Trek III: Auf der Suche nach Mr. Spock, Track „Stealing the Enterprise“ – aus: Sergei Sergejewitsch Prokofjew, Romeo und Julia, „Tybalts Tod“ / Aliens, Track „Prologue“ – aus: Aram Chatschaturjan, Gayaneh, „Adagio“ (von Horner nochmals verwendet bei Die Stunde der Patrioten) / Red Heat, Track „Main Title“ – aus: Sergei Sergejewitsch Prokofjew, Kantate zum 20. Jahrestag der Oktoberrevolution op. 74, darin Die Philosophen. Allerdings werden solche Vorwürfe auch anderen bekannten Komponisten gemacht, wie etwa Hans Zimmer, John Williams oder Bill Conti.
Horner äußerte sich zu diesem Thema wie folgt:

„In der Ära Mozarts war Mozart von allen der Beste. Wenn man allerdings fünfzehn beliebige andere Komponisten der Zeit heranzieht, so war deren Musik mit der von Mozart im Grunde identisch. Hört man sich seinen Vater oder Michael Haydn an, so sprachen alle dieselbe musikalische Sprache. Filmmusik ist da diese sonderbare Sache, bei der sich jeder Score vom anderen unterscheiden muss, das sagen zumindest die Juristen. Aber für einen Künstler ist das unmöglich. […] Für mich ist klassische Musik – ernste Musik – eine wundervolle Welt, aus der ich mich bediene.“

## Tod
Am 22. Juni 2015 stürzte ein auf Horner registriertes, einmotoriges Flugzeug im Los Padres National Forest in Südkalifornien ab. Beim Piloten handelte es sich um die einzige Person an Bord und auch um das einzige Todesopfer. Obwohl die Leiche zunächst nicht identifiziert werden konnte, sagte Horners Anwalt: „Wir wissen, dass es sein Flugzeug ist, und wir wissen ebenso, dass wir seitdem nichts von ihm gehört haben.“ Das US-Magazin Variety bestätigte kurz darauf Horners Tod. Der Untersuchungsbericht des National Transportation Safety Boards führte eine mögliche Beeinträchtigung Horners durch das Barbiturat Butalbital und Codein (eine in den USA übliche Wirkstoffkombination, die in Arzneimitteln gegen Spannungskopfschmerz eingesetzt wird) als Ursache beim Absturz der Short Tucano an. Er hinterließ eine Frau und zwei Töchter.

## Auszeichnungen
James Horner wurde jeweils zehnmal für einen Oscar und einen Golden Globe nominiert. Gewinnen konnte er jedoch jeweils nur für die Filmmusik und den Titelsong zu Titanic.
Weitere Auszeichnungen (fett) und Nominierungen:
| Oscars - 1987: Aliens - 1987: Somewhere Out There (aus Feivel, der Mauswanderer) - 1990: Feld der Träume - 1996: Apollo 13 - 1996: Braveheart - 1998: Titanic - 1998: My Heart Will Go On (aus Titanic) - 2002: A Beautiful Mind - 2004: Haus aus Sand und Nebel - 2010: Avatar – Aufbruch nach Pandora Grammys - 1988: Feivel, der Mauswanderer - 1988: Somewhere Out There (aus Feivel, der Mauswanderer) - 1990: Feld der Träume - 1991: Glory - 1996: Whatever You Imagine (aus The Pagemaster) - 1999: My Heart Will Go On (aus Titanic) - 2003: A Beautiful Mind - 2010: Avatar – Aufbruch nach Pandora - 2010: I See You (aus Avatar) | Golden Globes - 1987: Somewhere Out There (aus Feivel, der Mauswanderer) - 1990: Glory - 1992: Dreams To Dream (aus Feivel, der Mauswanderer im Wilden Westen) - 1995: Legenden der Leidenschaft - 1996: Braveheart - 1998: Titanic - 1998: My Heart Will Go On (aus Titanic) - 2002: A Beautiful Mind - 2010: Avatar – Aufbruch nach Pandora - 2010: I See You (aus Avatar) Satellite Awards - 1998: Titanic - 1998: My Heart Will Go On (aus Titanic) - 2002: A Beautiful Mind - 2002: All Love Can Be (aus A Beautiful Mind) - 2004: The Missing |

## Werke (Auswahl)

### Filmografie

#### Kino
- 1978: The Drought
- 1978: Fantasies
- 1978: Gist and Evans
- 1978: Landscapes
- 1978: Just for a Laugh
- 1978: The Watcher
- 1979: Die Frau in Rot (The Lady in Red)
- 1979: Up from the Depths
- 1980: Das Grauen aus der Tiefe (Humanoids from the Deep)
- 1980: Sador – Herrscher im Weltraum (Battle Beyond the Stars)
- 1981: Tödlicher Segen (Deadly Blessing)
- 1981: Die Hand (The Hand)
- 1981: Wolfen
- 1981: Flucht auf dem Highway (The Pursuit of D.B. Cooper)
- 1982: Nur 48 Stunden (48 Hours)
- 1982: Star Trek II: Der Zorn des Khan (Star Trek II: The Wrath of Khan)
- 1983: Ein ungleiches Paar (The Dresser)
- 1983: Gorky Park
- 1983: Das letzte Testament (Testament)
- 1983: Die Verwegenen Sieben (Uncommon Valor)
- 1983: Projekt Brainstorm (Brainstorm)
- 1983: Krull
- 1983: Das Böse kommt auf leisen Sohlen (Something Wicked This Way Comes)
- 1984: Star Trek III: Auf der Suche nach Mr. Spock (Star Trek III: The Search for Spock)
- 1984: The Stone Boy
- 1985: Die Abenteuer der Natty Gann (The Journey of Natty Gann)
- 1985: Alles hört auf mein Kommando (Volunteers)
- 1985: Phantom-Kommando (Commando)
- 1985: Wizards of the Lost Kingdom
- 1985: Cocoon
- 1985: Die Himmelsstürmer (Heaven Help Us)
- 1986: Der Name der Rose
- 1986: Off Beat – Laßt die Bullen tanzen (Off Beat)
- 1986: Die Legende vom schwarzen Fluss (Where the River Runs Black)
- 1986: Feivel, der Mauswanderer (An American Tail)
- 1986: Aliens – Die Rückkehr (Aliens)
- 1987: Kid Kane (P.K. and the Kid)
- 1987: Projekt X (Project X)
- 1987: Das Wunder in der 8. Straße (*batteries not included)
- 1988: In einem Land vor unserer Zeit (The Land Before Time)
- 1988: Vibes – Die übersinnliche Jagd nach der glühenden Pyramide (Vibes)
- 1988: Cocoon II – Die Rückkehr (Cocoon: The Return)
- 1988: Red Heat
- 1988: Willow
- 1989: Dad
- 1989: Feld der Träume (Field of Dreams)
- 1989: Glory
- 1989: Zurück aus der Hölle (In Country)
- 1989: Liebling, ich habe die Kinder geschrumpft (Honey, I Shrunk the Kids)
- 1990: Ich liebe Dich zu Tode (I Love You to Death)
- 1990: Und wieder 48 Stunden (Another 48 Hours)
- 1991: Feivel, der Mauswanderer im Wilden Westen (An American Tail: Fievel Goes West)
- 1991: Ein charmantes Ekel (Once Around)
- 1991: Rocketeer (The Rocketeer)
- 1991: Das Gesetz der Macht (Class Action)
- 1992: Halbblut (Thunderheart)
- 1992: Sneakers – Die Lautlosen (Sneakers)
- 1992: Fatale Begierde (Unlawful Entry)
- 1992: Die Stunde der Patrioten (Patriot Games)
- 1993: Bopha! – Kampf um Freiheit (Bopha!)
- 1993: Das Kartenhaus (House of Cards)
- 1993: Mein Vater – Mein Freund (Jack the Bear)
- 1993: Der Mann ohne Gesicht (The Man without a Face)
- 1993: Meister Dachs und seine Freunde (Once Upon A Forest)
- 1993: Das Königsspiel – Ein Meister wird geboren (Searching for Bobby Fischer)
- 1993: Swing Kids
- 1993: Vier Dinos in New York (We’re Back: A Dinosaur’s Story)
- 1993: Die Akte (The Pelican Brief)
- 1993: Die Spur des Windes – Das letzte große Abenteuer (A Far Off Place)
- 1994: Legenden der Leidenschaft (Legends of the Fall)
- 1994: Der Pagemaster – Richies fantastische Reise (The Pagemaster)
- 1994: Das Kartell (Clear and Present Danger)
- 1995: Jade
- 1995: Balto – Ein Hund mit dem Herzen eines Helden (Balto)
- 1995: Jumanji
- 1995: Apollo 13
- 1995: Casper
- 1995: Braveheart
- 1996: Kopfgeld – Einer wird bezahlen (Ransom)
- 1996: Schatten einer Liebe (To Gillian on Her 37th Birthday)
- 1996: Mut zur Wahrheit (Courage Under Fire)
- 1996: Die Geschichte vom Spitfire Grill (The Spitfire Grill)
- 1997: Titanic
- 1997: Vertrauter Feind (The Devil’s Own)
- 1998: Mein großer Freund Joe (Mighty Joe Young)
- 1998: Die Maske des Zorro (The Mask of Zorro)
- 1998: Deep Impact
- 1999: Der 200 Jahre Mann (Bicentennial Man)
- 2000: Der Grinch (How the Grinch Stole Christmas)
- 2000: Der Sturm (The Perfect Storm)
- 2001: Iris
- 2001: A Beautiful Mind – Genie und Wahnsinn (A Beautiful Mind)
- 2001: Duell – Enemy at the Gates (Enemy at the Gates)
- 2002: Die vier Federn (The Four Feathers)
- 2002: Windtalkers
- 2003: Haus aus Sand und Nebel (House of Sand and Fog)
- 2003: The Missing
- 2003: Jenseits aller Grenzen (Beyond Borders)
- 2003: Sie nennen ihn Radio (Radio)
- 2004: Die Vergessenen (The Forgotten)
- 2004: Troja (Troy)
- 2004: Bobby Jones – Die Golflegende (Bobby Jones – Stroke of Genius)
- 2005: Glück in kleinen Dosen (The Chumscrubber)
- 2005: Flightplan – Ohne jede Spur (Flightplan)
- 2005: Die Legende des Zorro (The Legend of Zorro)
- 2005: The New World
- 2006: Apocalypto
- 2006: Das Spiel der Macht (All the King’s Men)
- 2007: Das Leben vor meinen Augen (The Life Before Her Eyes)
- 2008: Der Junge im gestreiften Pyjama (The Boy in the Striped Pyjamas)
- 2008: Die Geheimnisse der Spiderwicks (The Spiderwick Chronicles)
- 2009: Avatar – Aufbruch nach Pandora (Avatar)
- 2010: Karate Kid (The Karate Kid)
- 2011: Black Gold
- 2012: For Greater Glory
- 2012: The Amazing Spider-Man
- 2015: Der letzte Wolf (Le dernier loup)
- 2015: Southpaw
- 2015: 69 Tage Hoffnung (The 33)
- 2016: Die glorreichen Sieben (The Magnificent Seven)

#### Fernsehen
- 1981: A Few Days in Weasel Creek
- 1982: A Piano for Mrs. Cimino
- 1983: Between Friends
- 1985: Unglaubliche Geschichten (Amazing Stories, Folge: Alamo Jobe)
- 1985: Faerie Tale Theatre (Folge: The Pied Piper of Hamelin)
- 1985: … und fanden keinen Ausweg mehr (Surviving)
- 1990: Geschichten aus der Gruft (Tales from the Crypt, Folge: Cutting Cards)
- 1990: Extreme Close-Up
- 1992: Crossroads (Thema)
- 1992: Fish Police (Thema)
- 2000: Freedom Song
- 2006: CBS News

#### Kurzfilme und Dokumentationen
- 1985: Let’s Go
- 1986: Captain EO (Epcot-Center)
- 1989: Tummy Trouble (Roger in Nöten)
- 1991: Norman and the Killer
- 2012: First in Flight[18]
- 2015: Living in the Age of Airplanes[19]
- 2015: Auschwitz – 70 Jahre danach (One Day in Auschwitz)[20]

### Konzertwerke
- 1976: Conversations
- 1977: Spectral Shimmers
- 2000: A Forest Passage
- 2014: Pas de Deux[21]
- 2015: Collage: A Concerto for Four Horns and Orchestra[22]

### Sonstige Werke
- Logo-Musik für Universal Pictures und Icon Productions
- THX-Trailer Cimarron
- 2010: Musik für das P-51-Kunstflugteam „The Horsemen“

## Trivia
- James Horner ist in Star Trek II: Der Zorn des Khan kurz als Mitglied der Crew zu sehen.
- Horner schrieb neue Musik für die Nachrichtensendung CBS Evening News, die mit einer neuen Moderatorin am 5. September 2006 in den USA angelaufen ist. Später entschied sich der Sender, von Horner komponierte Musik auch für alle weiteren Nachrichtensendungen einzusetzen.
- Zu zwei Filmen, zu deren Vorgängern Jerry Goldsmith die Musik komponierte, nämlich Star Trek II: Der Zorn des Khan und Aliens – Die Rückkehr, schrieb Horner die Musik. Im Gegenzug vertonte Jerry Goldsmith Der Anschlag – ein Jack-Ryan-Film, von denen Horner zuvor zwei (Die Stunde der Patrioten, Das Kartell) mit Musik untermalt hatte. Außerdem komponierte Goldsmith 1997 nach Horner (1990) eine neue Fanfare für Universal Pictures.
- Sein Bruder Christopher ist als Regisseur ebenfalls in der Filmbranche tätig.

## Zitate
„Ich schätze Jerry Goldsmith sehr, hoffe allerdings, dass meine Musik seiner nicht zu sehr ähnelt. Jene Menschen, die man besonders schätzt, beeinflussen einen am stärksten und auch einige klassische Komponisten, deren Werke ich sehr bewundere, haben mich beeinflusst. Deshalb versuchen manche, mich in eine Schublade zu stecken und zu sagen, das wäre nun diese oder jene Art von Musik. Allerdings sind tatsächlich die meisten meiner Filme Abenteuer- oder Horror-Filme – eben genau die Art Filme, die auch Jerry Goldsmith hauptsächlich macht.“